# ポップロックス & コーク
「ポップロックス & コーク」（Poprocks & Coke）は、アメリカのロックバンド、グリーン・デイの楽曲。バンドのコンピレーション・アルバム『インターナショナル・スーパーヒッツ!』に収録。シングルカットされた。
作詞はビリー・ジョー・アームストロング、作曲はグリーン・デイ。

## 概要
ビリーによるエレキギターを中心に、トレ・クールのドラムやマイク・ダーントのベースにより演奏される。最初のコーラスは歪みの無いクリーンなエレキギターの音、それ以降は歪んだエレキギターの音を中心にアレンジされている。

## 日本盤収録曲
1. ポップロックス & コーク - "Poprocks & Coke"
2. "SHE" （2001年の東京でのライヴ音源）
3. "F.O.D." (2001年の東京でのライヴ音源)